# Noorwegen op het Eurovisiesongfestival 1990
Noorwegen nam deel aan het Eurovisiesongfestival 1990 in Zagreb (Joegoslavië). Het was de 30ste keer dat Noorwegen deelnam aan het Eurovisiesongfestival. NRK was verantwoordelijk voor de Noorse bijdrage voor de editie van 1990.

## Selectie procedure
Melodi Grand Prix 1990 was de televisieshow waarin de Noorse kandidaat werd gekozen voor het Eurovisiesongfestival 1990.
De MGP werd georganiseerd in Hotel Royal Christiania, te Oslo en werd gepresenteerd door Leif Erik Forberg. Tien liedjes deden mee in deze finale. Na de eerste ronde bleven de 5 hoogst genoteerde nummers over, waarna een expert jury de winnaar aanduidde.
| Volgorde | Artiest                | Lied                        | Punten | Plaats |
| -------- | ---------------------- | --------------------------- | ------ | ------ |
| 1        | Ketil Stokkan          | "Brandenburger Tor"         | 355    | 1      |
| 2        | Stein Hauge & Twilight | "Sarah"                     | 265    | 4      |
| 3        | Kai Kiil               | "Caballero"                 | -      | -      |
| 4        | Bente Lind             | "Ciao amore"                | -      | -      |
| 5        | Damer & Herrer         | "Østenfor sol"              | -      | -      |
| 6        | Magne Høyland          | "Faren over"                | -      | -      |
| 7        | Liv Ingund Nygaard     | "En dag vil friheten seire" | 257    | 5      |
| 8        | Rune Rudberg           | "Varme overalt"             | -      | -      |
| 9        | Jahn Teigen            | "Smil"                      | 316    | 2      |
| 10       | Tor Endresen           | "Café le swing"             | 312    | 3      |

## In Zagreb
In Joegoslavië moest Noorwegen optreden als negende, na IJsland en voor Israël. Na de stemming bleek dat Noorwegen de 21ste plaats had gegrepen met 8 punten.
Het was de zevende keer dat Noorwegen op de laatste plaats eindigde.
België en Nederland hadden geen punten over voor de Noorse inzending.

### Gekregen punten

#### Finale
| 12 punten | 10 punten | 8 punten  | 7 punten | 6 punten     |
| --------- | --------- | --------- | -------- | ------------ |
|           |           |           |          |              |
| 5 punten  | 4 punten  | 3 punten  | 2 punten | 1 punt       |
|           | - Israël  | - Ierland |          | - Denemarken |

### Punten gegeven door Noorwegen

#### Finale
Punten gegeven in de finale:
| 12 punten | Frankrijk   |
| 10 punten | IJsland     |
| 8 punten  | Ierland     |
| 7 punten  | Denemarken  |
| 6 punten  | Zweden      |
| 5 punten  | Spanje      |
| 4 punten  | Turkije     |
| 3 punten  | Joegoslavië |
| 2 punten  | Cyprus      |
| 1 punt    | België      |

1960 · 1961 · 1962 · 1963 · 1964 · 1965 · 1966 · 1967 · 1968 · 1969 · 1970 · 1971 · 1972 · 1973 · 1974 · 1975 · 1976 · 1977 · 1978 · 1979 · 1980 · 1981 · 1982 · 1983 · 1984 · 1985 · 1986 · 1987 · 1988 · 1989 · 1990 · 1991 · 1992 · 1993 · 1994 · 1995 · 1996 · 1997 · 1998 · 1999 · 2000 · 2001 · 2002 · 2003 · 2004 · 2005 · 2006 · 2007 · 2008 · 2009 · 2010 · 2011 · 2012 · 2013 · 2014 · 2015 · 2016 · 2017 · 2018 · 2019 · 2020 · 2021 · 2022 · 2023 · 2024 · 2025